# Jean Christophe Schwaab

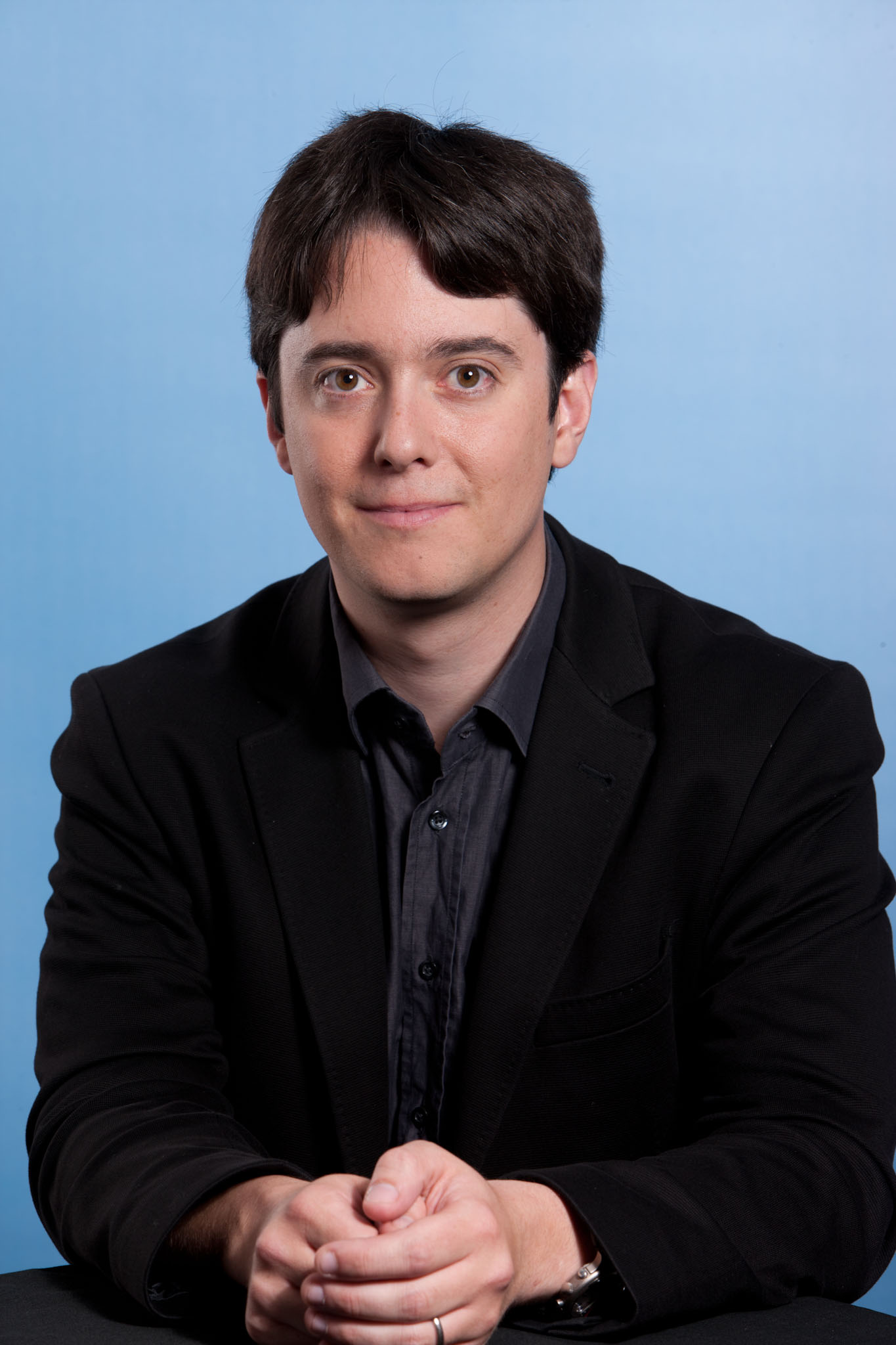
Jean Christophe Schwaab

Jean Christophe Schwaab (* 23. August 1979 in Lausanne, heimatberechtigt in La Chaux-de-Fonds und Lausanne) ist ein Schweizer Politiker (SP). Schwaab ist Jurist und erwarb 2003 ein Lizentiat in Recht an der Universität Bern, wo er 2009 in Wirtschaftsrecht promovierte. Schwaab ist verheiratet und hat einen Sohn und eine Tochter.
Schwaab war von 2011 bis 2017 Mitglied des Nationalrats und war dort in der Kommission für Rechtsfragen RK und der Begnadigungskommission BeK. Vorher war er seit März 2007 im Grossen Rat des Kantons Waadt. Weiter war er von 1999 bis 2008 im Einwohnerrat von Riex und von 2011 bis 2016 im Einwohnerrat von Bourg-en-Lavaux, der Fusionsgemeinde, in welcher Riex aufging. Seit Juli 2016 ist Schwaab Mitglied des Gemeinderates von Bourg-en-Lavaux.
Am 24. Oktober 2013 forderte Schwaab den Bundesrat in einem Postulat auf, einen Bericht über Bitcoin vorzulegen.
Schwaab erwähnt nebst der zweifelhaften Rolle von Bitcoin für Kriminelle auch die Gefahr, dass es sich um ein Schneeball- oder Pyramidensystem handeln könnte.
Im Herbst 2017 trat Schwaab aus dem Nationalrat zurück, um sich mehr um seine Familie kümmern zu können; er verbleibt jedoch Gemeinderatsmitglied von Bourg-en-Lavaux und kündigte an, sich weiterhin mit der Kantons- und Bundespolitik zu beschäftigen.

## Werke
- Wettbewerbsbeschränkende Know-how-Lizenzverträge. Stämpfli Verlag, Bern 2009, ISBN 978-3-7272-0025-0.